# University of Virginia’s College at Wise

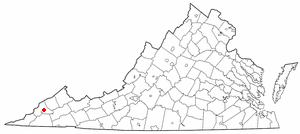
„Das Auge der gestürzten Ente“: Lage des College in Virginia

Das University of Virginia's College at Wise (umgangssprachlich meist UVa Wise; bis 1999: Clinch Valley College of the University of Virginia) ist eine 1954 gegründete Universität (College) in Wise (Nähe Norton) im Wise County im Südwesten des US-Bundesstaates Virginia. Als Liberal-Arts-College bietet die Hochschule vierjährige Studiengänge an, die mit einem Schwerpunkt auf eine umfassende Allgemeinbildung zum Bachelorabschluss führen.
Das College ist heute das einzige Zweig-College der University of Virginia und die westlichste staatliche Universität von Virginia.

## Geschichte
In der Mitte des 20. Jahrhunderts gab es im äußersten Westen Virginias Bestrebungen, eine regionale Hochschule einzurichten, da es in Virginia bisher westlich von Radford keine Universitäten gab und eine akademische Ausbildung für viele Menschen „außer Reichweite“ war. Die neue Institution sollte daher den jungen Menschen dieser Gegend ein Studium vor Ort ermöglichen. Die Bevölkerung von Wise sammelte daraufhin 6.000 US-Dollar, und der Ort Wise stellte zwei Gebäude zur Verfügung. Um Hilfe für den Aufbau der Hochschule wurde auch die ebenfalls staatliche University of Virginia gebeten, die daraufhin in 5.000 US-Dollar beisteuerte und sich bereiterklärte, im kommenden Jahr noch einmal den gleichen Beitrag zu zahlen, sofern das College dann noch bestehe.
Im September 1954 wurde das College eröffnet, anfangs mit 100 Studenten. Die Universität bot anfangs nur zweijährige Studiengänge an; wollten Studenten ein längeres Studium absolvieren, mussten sie an andere Hochschulen wechseln. Bald entstand jedoch die Nachfrage nach vierjährigen Studien, woraufhin das College 1970 die ersten Bachelor-of-Arts-Abschlüsse und 1973 die ersten Bachelor-of-Science-Abschlüsse vergab. Bis heute (Stand 2007) haben ca. 6.000 Studenten an der Universität einen Bachelor erworben.
Um die werbeträchtige Verbindung mit der renommierten University of Virginia stärken zu betonen, strebte das Clinch Valley College an, seinen Namen zu ändern. 1999 nahm es daraufhin seinen jetzigen Namen University of Virginia's College at Wise an.

## Zahlen zu den Studierenden
Im Herbst 2020 waren 1.905 Studierende am College in Wise eingeschrieben, die alle ihren ersten Studienabschluss anstrebten und damit undergraduates waren. 62 % waren weiblich und 38 % männlich; 1 % bezeichneten sich als asiatisch, 12 % als schwarz/afroamerikanisch, 2 % als Hispanic/Latino und 15 % hatten sich nicht eingestuft. Mehr als 11.000 Menschen sind Ehemalige (Alumni) der Universität.

## Studienbedingungen
Die Studierenden wurden 2020 von 142 Dozenten und Professoren unterrichtet. Die Universität bietet über 25 verschiedene Hauptfächer und eben so viele Nebenfächer an; dazu kommen Lizenzen, die werdende Lehrer in den USA für ihre Lehrberechtigung benötigen.
Heute genießt das College at Wise einen für ein staatliches Liberal-Arts-College sehr guten Ruf, kann aber – wie die anderen staatlichen Liberal-Arts-Colleges der USA – den Vergleich mit den besten privaten nicht aufnehmen. In den umstrittenen Rankings von U.S. News & World Report wurde es nach eigenen Angaben als eines der zehn besten staatlichen Liberal-Arts-Colleges aufgeführt, allerdings listet das Ranking kein einziges der staatlichen unter die besten 50 Liberal-Arts-Colleges, und das University of Virginia's College at Wise wurde zum Beispiel 2007 nicht unter die 100 besten Liberal-Arts-Colleges gezählt.
Das College hat Vereinbarungen zur Zusammenarbeit (sister institutions) einschließlich Austausch zu mehreren renommierten Universitäten. Den Anfang machte 1998 die Vereinbarung mit der Universität Istanbul in der Türkei, es folgten die Dumlupinar-Universität im türkischen Kütahya (1999) und die Universität Sevilla in Spanien (2000).